# Полония (хоккейный клуб, Бытом)
«Полония» — хоккейный клуб из города Бытом. Основан в 1946 году. Выступает в Второй по силе хоккейной лиге Польши. Домашние матчи проводит на арене Каток братьев Никодемовичей.

## Достижения
- Чемпионат Польши по хоккею:
  - Победители (6) : 1984, 1986, 1988, 1989, 1990, 1991
  - Серебряный призёр (3) : 1983, 1985, 1987
  - Бронзовый призёр (2) : 1991, 2003